# Cirrhilabrus adornatus
Cirrhilabrus adornatus is een straalvinnige vissensoort uit de familie van de lipvissen (Labridae). De wetenschappelijke naam van de soort werd in 1998 gepubliceerd door John Ernest Randall en Andreas Kunzmann.
De soort staat op de Rode Lijst van de IUCN als niet bedreigd, beoordelingsjaar 2009.

## Beschrijving
Cirrhilabrus adornatus kenmerkt zich door een rode rugvin, gecombineerd met een fel roodoranje vlek achter de kop. De rest van het lichaam is lichtroze tot grijs gekleurd. De rode vlek die ook deels de flank van de vis bereikt onderscheidt de vis van de andere soorten binnen het geslacht. 
De soort komt voor op koraalriffen van Indonesië, aan de oostkant van de Indische Oceaan. Hij wordt ook in aquaria gehouden.